# Consistório Ordinário Público de 1866

## Cardeais Eleitores
| Nº                 | País                 | Nome                                       | Idade              | Cargo               | Título ou Diaconia                               |
| Cardeais eleitores | Cardeais eleitores   | Cardeais eleitores                         | Cardeais eleitores | Cardeais eleitores  | Cardeais eleitores                               |
| ------------------ | -------------------- | ------------------------------------------ | ------------------ | ------------------- | ------------------------------------------------ |
| 1                  | República da Irlanda | Paul Cullen                                | 63                 | Arcebispo de Dublin | Cardeal-presbítero de São Pedro em Montorio      |
| 2                  | Alemanha             | Gustav Adolf von Hohenlohe-Schillingsfürst | 43                 |                     | Cardeal-presbítero de Santa Maria na Traspontina |
| 3                  | Itália               | Luigi Bilio, B.                            | 40                 |                     | Cardeal-presbítero de São Lourenço em Panisperna |
| 4                  | Itália               | Antonio Matteucci                          | 64                 | Vice-camerlengo     | Cardeal-diácono de São Jorge em Velabro          |
| 5                  | Itália               | Domenico Consolini                         | 60                 |                     | Cardeal-diácono de Santa Maria em Domnica        |

## Link Externo
- «Catholic Hierarchy» (em inglês)